# Verbena macrostachya
Verbena macrostachya là một loài thực vật có hoa trong họ Cỏ roi ngựa. Loài này được F.Muell. miêu tả khoa học đầu tiên năm 1858.